# Schweinchen Dick
Schweinchen Dick (englisch Porky Pig) ist eine Figur aus der Zeichentrick-Serie Looney Tunes von Warner Bros.
Die anthropomorphe Figur wurde von Bob Clampett erschaffen und erschien erstmals im Kurzfilm I Haven't Got a Hat (1935, Regie Friz Freleng).
In den USA wurde die Figur besonders aufgrund der Zeichentrickserie Schweinchen Dick (englisch Porky Pig Show; 1964 bis 1972) beliebt. Im Original wurde Schweinchen Dick zuerst von Joe Dougherty gesprochen, der ein Stotterer war und dieses in die Rolle einzubauen versuchte. Da er aber sein Stottern nur schlecht kontrollieren konnte, wurden der Firma durch die ständigen Wiederholungen die Produktionskosten zu hoch und so wurde die Rolle an das Stimmentalent Mel Blanc übergeben. Jede Cartoonfolge wurde mit Porkys „Th-th-th-that’s all folks!“ beendet, und in der Variation „THAT’S ALL FOLKS“ steht der Ausspruch auch auf Mel Blancs Grabstein.
Nach vielen Folgen als Hauptdarsteller wurde Schweinchen Dick als Sidekick für die neue Zeichentrick-Ente Daffy Duck „verpflichtet“, die dann später ebenfalls als Sidekick für den Hasen Bugs Bunny diente. Auch diese Figuren wurden alle von Mel Blanc gesprochen.
Die Erstausstrahlung von Schweinchen Dick in Deutschland erfolgte am 3. Januar 1972 im ZDF. Die markante deutsche Synchronstimme stammte von Walter Gross. Sein „Und immer schön fröhlich bleiben“ am Ende jeder Folge ist vielen Kindern der 1970er Jahre in Erinnerung geblieben. Es wurden insgesamt 50 Episoden ausgestrahlt.
Die Ausstrahlung führte in Deutschland zu massiven Elternprotesten wegen der als gewaltverherrlichend angesehenen Darstellung. Das ZDF setzte die Sendung daraufhin ab.
Wiederholungen im Privatfernsehen in jüngster Zeit blieben dagegen ohne diesbezügliche öffentliche Resonanz.
In dem Film Falsches Spiel mit Roger Rabbit (Who Framed Roger Rabbit, 1988) hat Schweinchen Dick in einem Cameo-Auftritt das Schlusswort mit seiner berühmten „That’s All Folks!“-Zeile.
Im ZDF liefen die Folgen mit längerem Vor- und Abspann und in anderer Zusammenstellung. Ursprünglich waren auch Roadrunner, Speedy Gonzales und Bugs Bunny mit von der Partie. Die privaten Fernsehsender sendeten eine neue Zusammenstellung mit den oben genannten Titeln. Schweinchen Dick wurde im Auftrag des ZDF in zwei Etappen synchronisiert: Anfang der 1970er Jahre mit Walter Gross (Schweinchen Dick) und Dieter Kursawe (Daffy Duck), Mitte der 1980er Jahre sprachen Wolfgang Spier (Dick) und Wilfried Herbst (Daffy). Mittlerweile ist Santiago Ziesmer die deutsche Stimme der Figur.

## Episoden
| 1. Außerirdisches 2. Hexerei in der Schule 3. Im fernen Land 4. Western 5. Hundegeschichten 6. Tierisches 7. Gespenstisches 8. Allerlei Berufe 9. Jung-Porky 10. Jägerlatein 11. Petunia 12. Jede Menge Ärger 13. Allerlei Merkwürdiges | 1. Ländliches 2. Hokuspokus 3. Kriminelles 4. Zu fernen Welten 5. Die lieben Tiere 6. Tiergeschichten 7. Harte Arbeit 8. Zank und Streit 9. Der Rattenfänger 10. Allerlei Unsinn 11. Afrikanisches 12. Ohne Fleiß ... 13. Knall und Fall | 1. Viel Aufregendes 2. Alles nur Kientopp 3. Froh und auch so … 4. Von Pferden und Nachbarn 5. Allerlei Ärger 6. Noch ärger als Ärger 7. Räubergeschichten 8. Aufregendes und Gemütliches 9. Von Küken und Stieren 10. Schläfriges und Exotisches 11. Perlen der Filmkunst 12. Altes und neues aus Amerika 13. Sport und blauer Dunst | 1. Noch mehr Aufregendes 2. Zauberhaftes 3. Mut und Heldentum 4. Allerlei Tierisches 5. Die Blechkuh 6. Quiz-Quatsch 7. Von starken Männern 8. Allerlei Federvieh 9. Lügengeschichten 10. Indianisches und Spanisches 11. Helden- und Untaten |